# Paul Wotton
Paul Wotton (Plymouth, 17 agosto 1977) è un allenatore di calcio ed ex calciatore inglese, di ruolo centrocampista.

## Carriera
È conosciuto per essere stato il capitano del Plymouth, dove ha giocato per 17 stagioni, 14 delle quali consecutive tra il 1994 ed il 2008. In carriera ha trascorso complessivamente cinque stagioni nella seconda divisione inglese (quattro con il Plymouth ed una con il Southampton).

## Palmarès

### Giocatore

#### Competizioni nazionali
- Campionato inglese di terza divisione: 1

Plymouth: 2003-2004
- Campionato inglese di quarta divisione: 1

Plymouth: 2001-2002
- English Football League Trophy: 1

Southampton: 2009-2010

#### Individuale
- Squadra dell'anno della PFA: 1

2001-2002 (Division Three)